# Haraldsby
Haraldsby är en tätort i Saltviks kommun på Åland i Finland. Vid tätortsavgränsningen den 31 december 2021 hade Haraldsby 246 invånare och omfattade en landareal av 1,23 kvadratkilometer.